# Вальсроде (птичий парк)
Птичий парк «Вальсро́де» (нем. Weltvogelpark Walsrode) — один из самых больших парков птиц в мире и самый большой в Европе. Находится неподалёку от города Вальсроде (Германия, земля Нижняя Саксония), между Ганновером и Гамбургом.

## Описание
Площадь парка — 240 000 м².

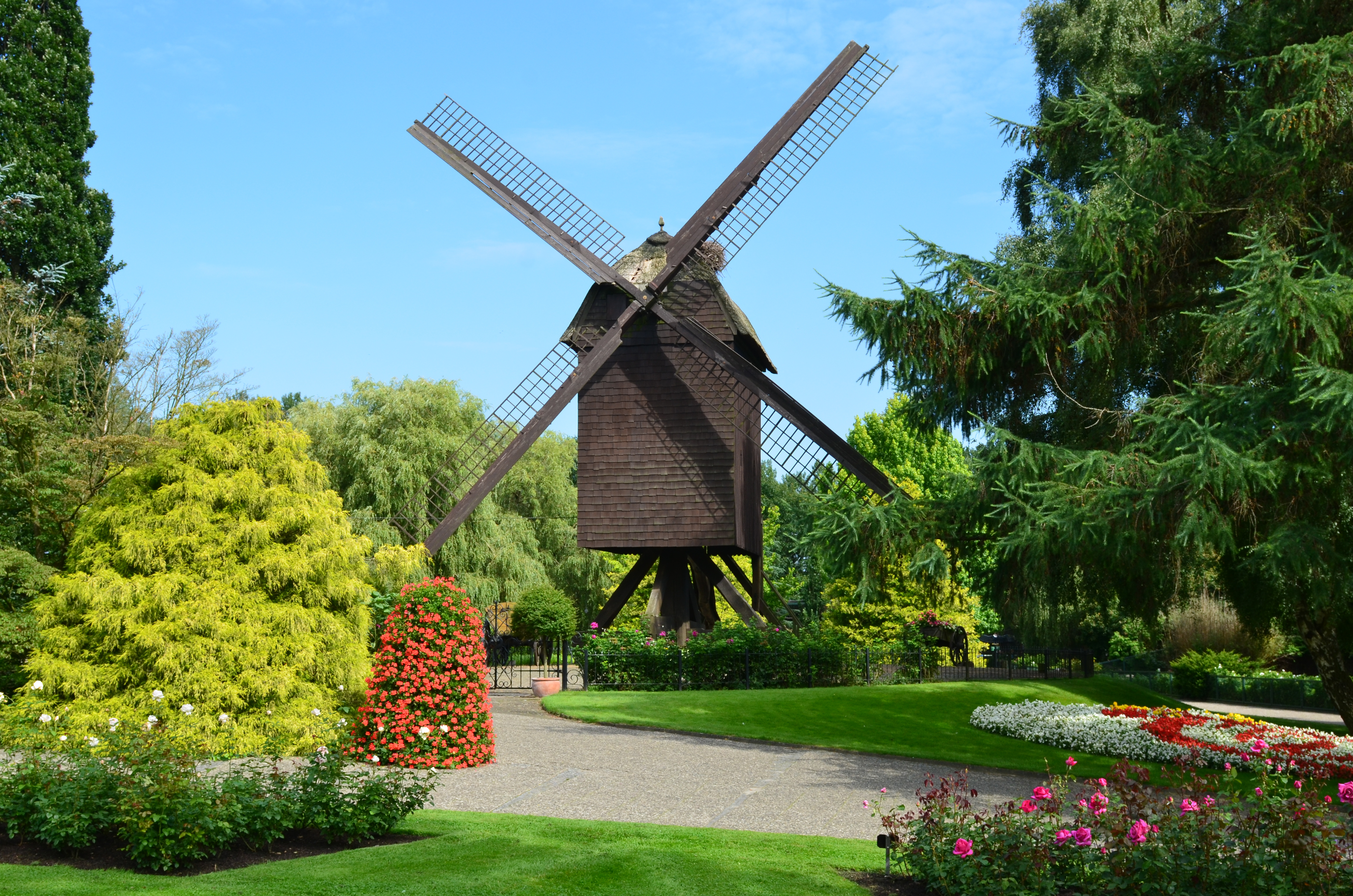

В парке насчитывается около 4500 птиц, относящихся к 675 видам, со всех континентов земли; кроме того, весной в парке выращивают около трёх миллионов штук декоративных цветущих растений. Таким образом «Вальсроде» — это одновременно и птичий парк, и ботанический сад.
Время работы:
- Апрель — октябрь: 9 утра — 7 вечера (без выходных),
- Ноябрь — март: 10 утра — 6 вечера (без выходных).

Парк «Вальсроде» пользуется большим авторитетом во всём мире, также, будучи одним из богатейших орнитопарков мира, представляет интерес для орнитологов.

## Галерея

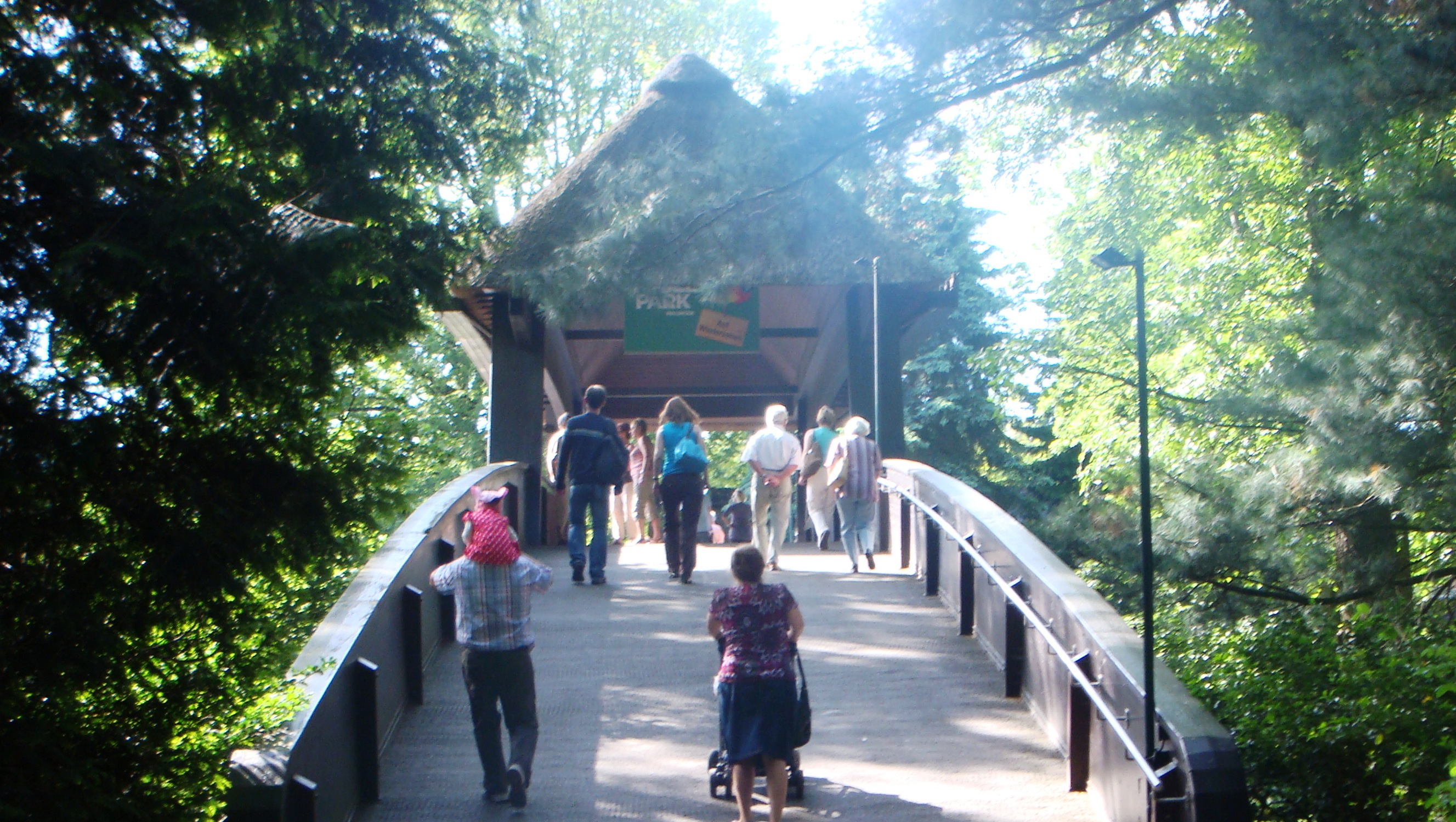
Вход в птичий парк
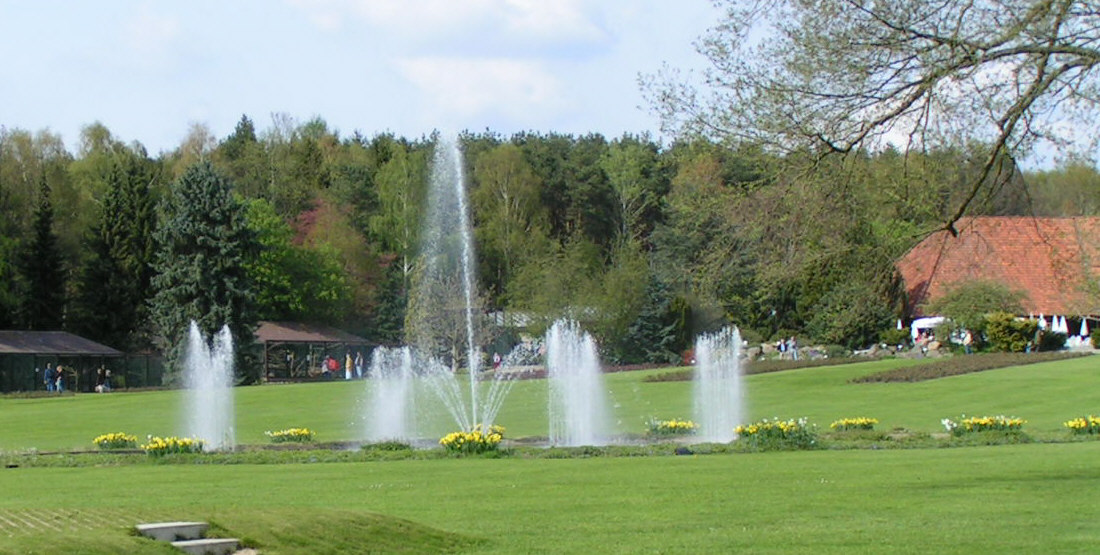
Фонтан
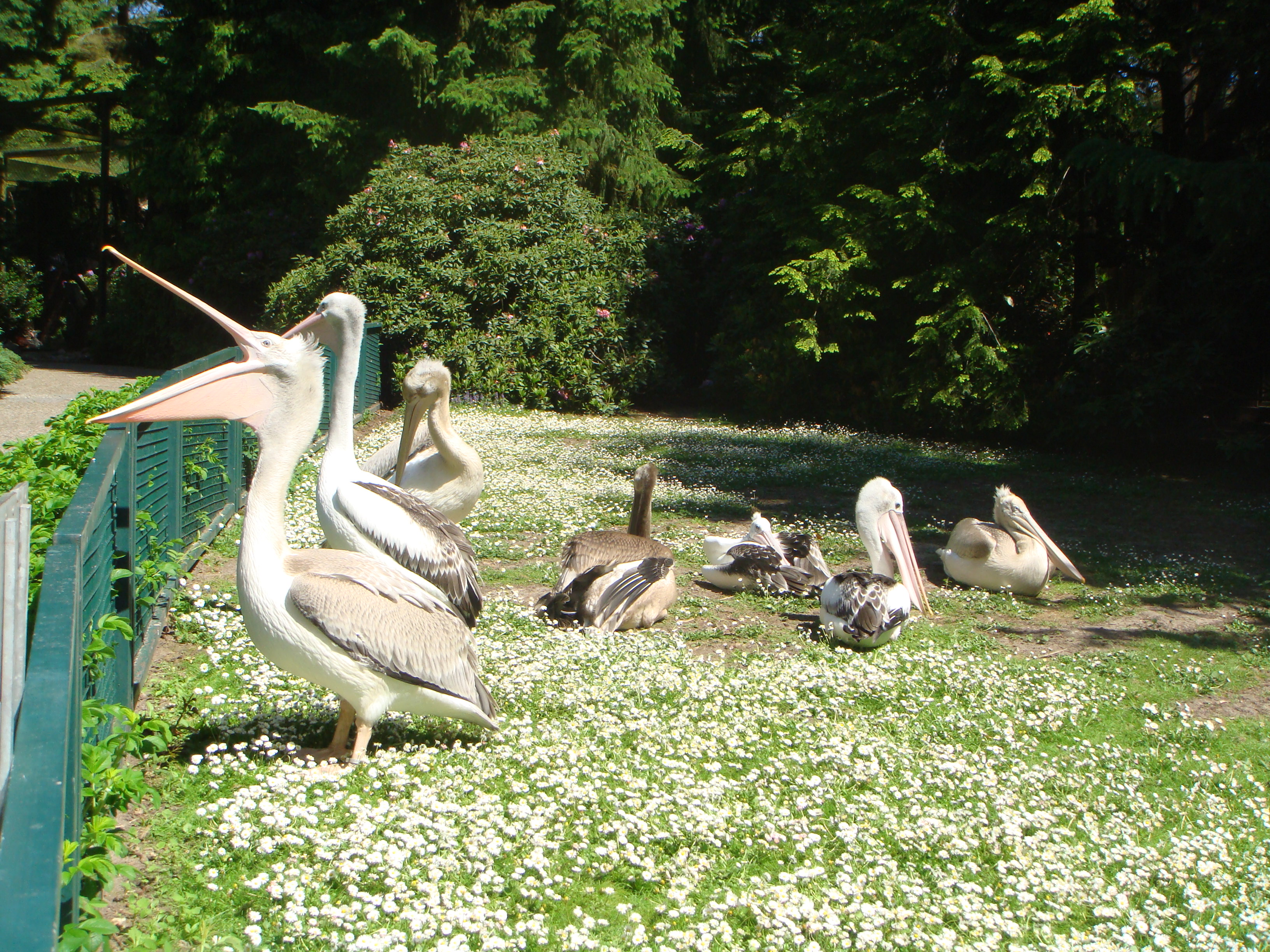
Пеликаны
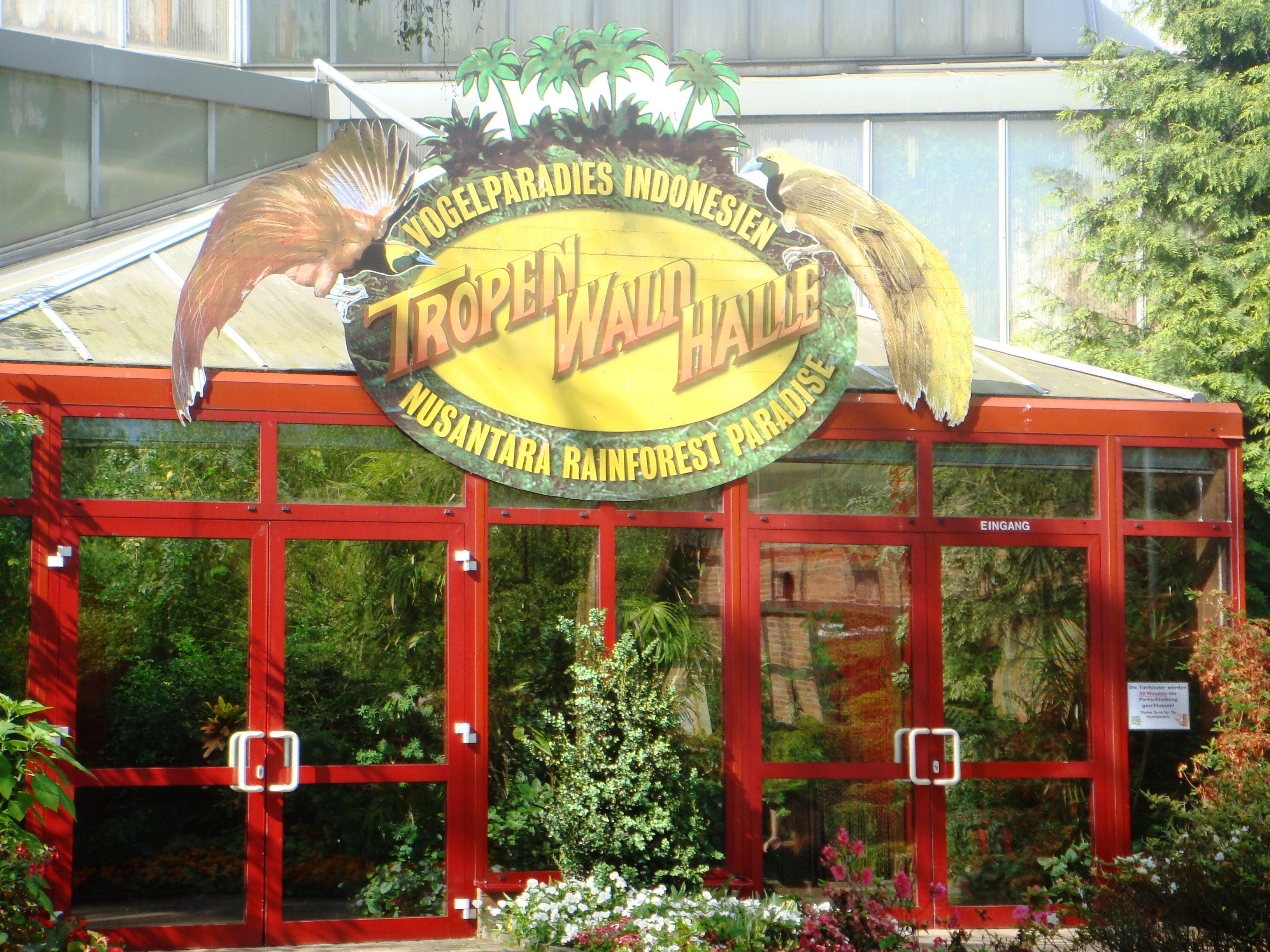
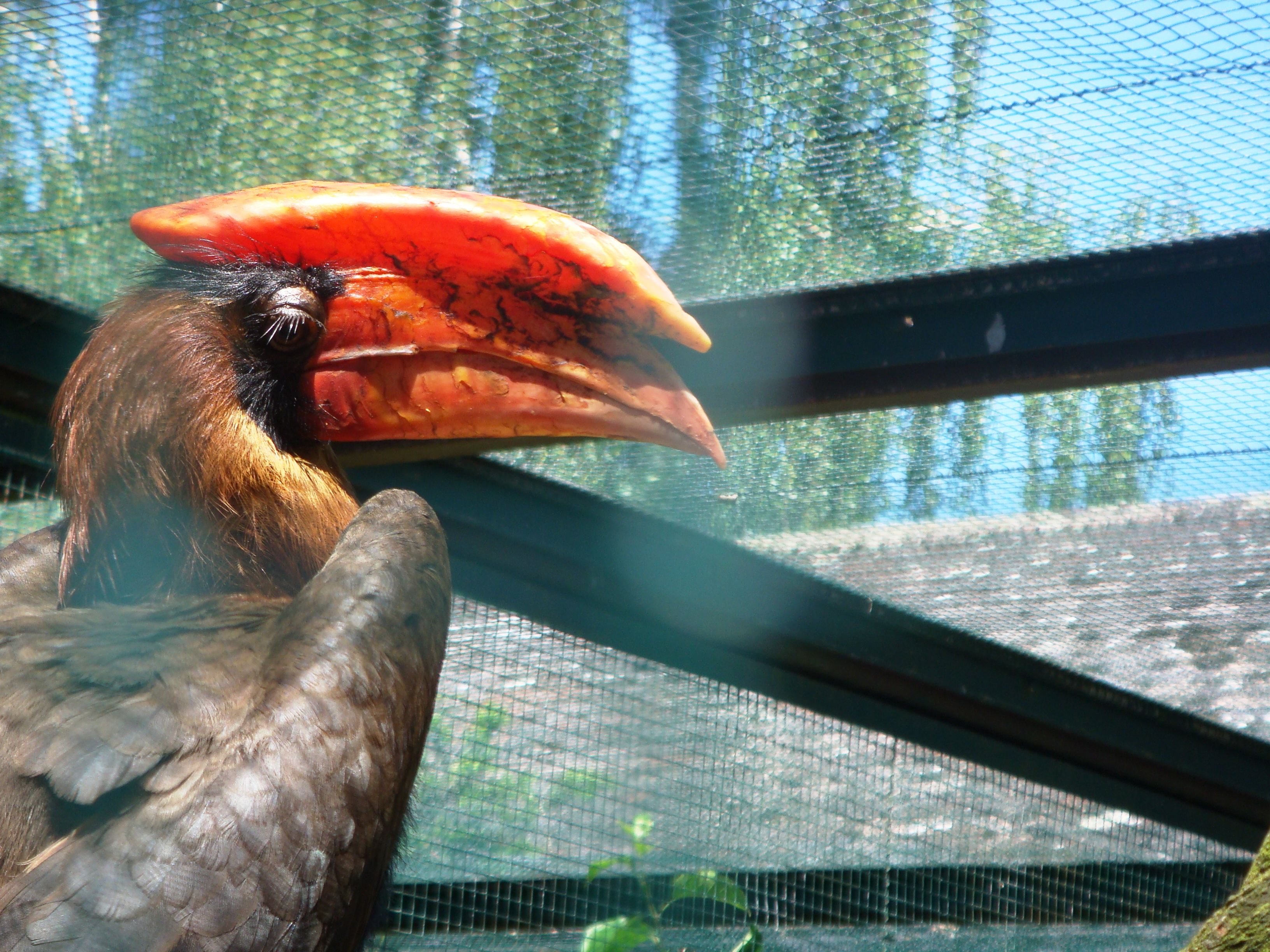
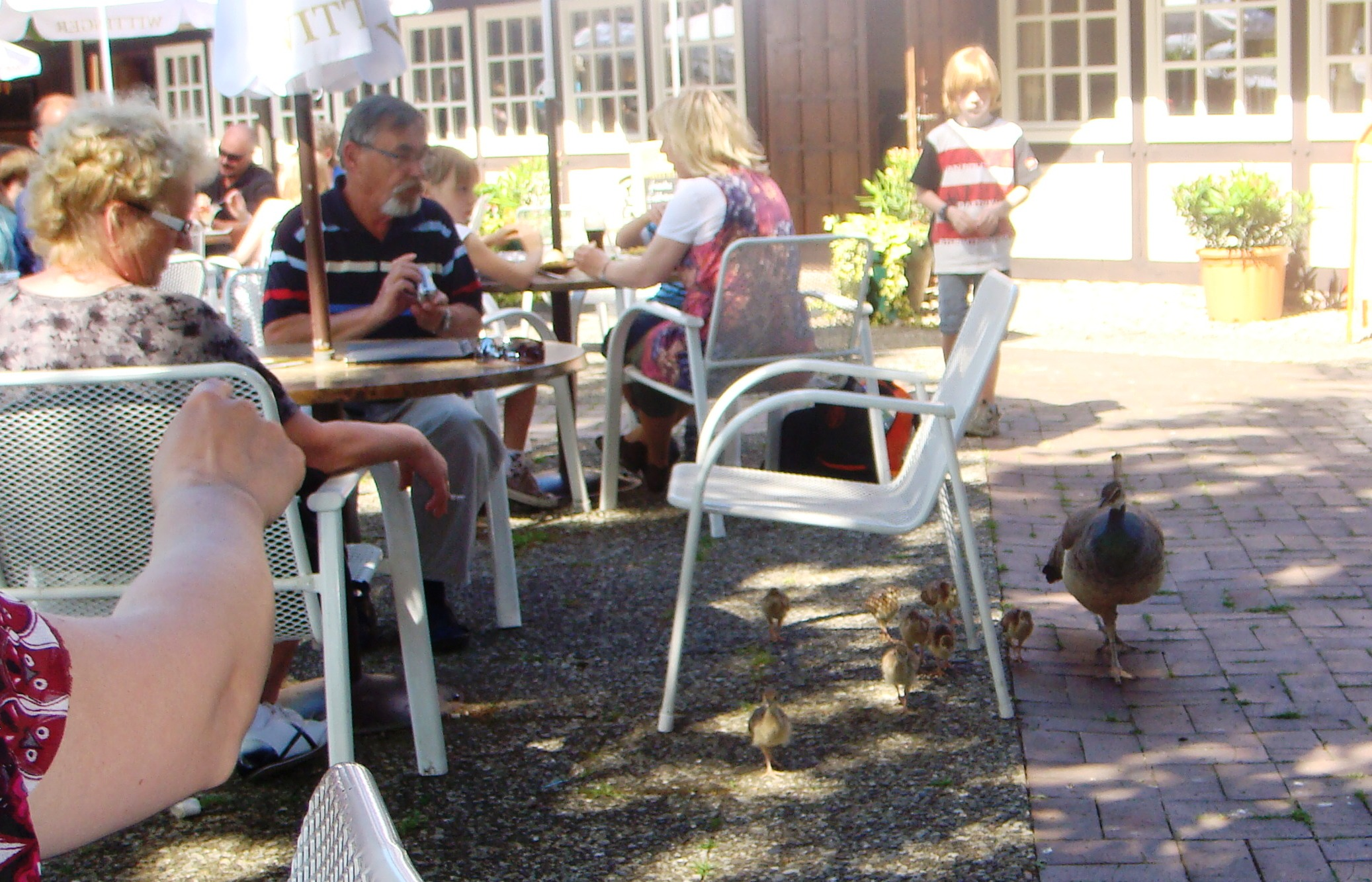
Прогулка с цыплятами в нерабочее время
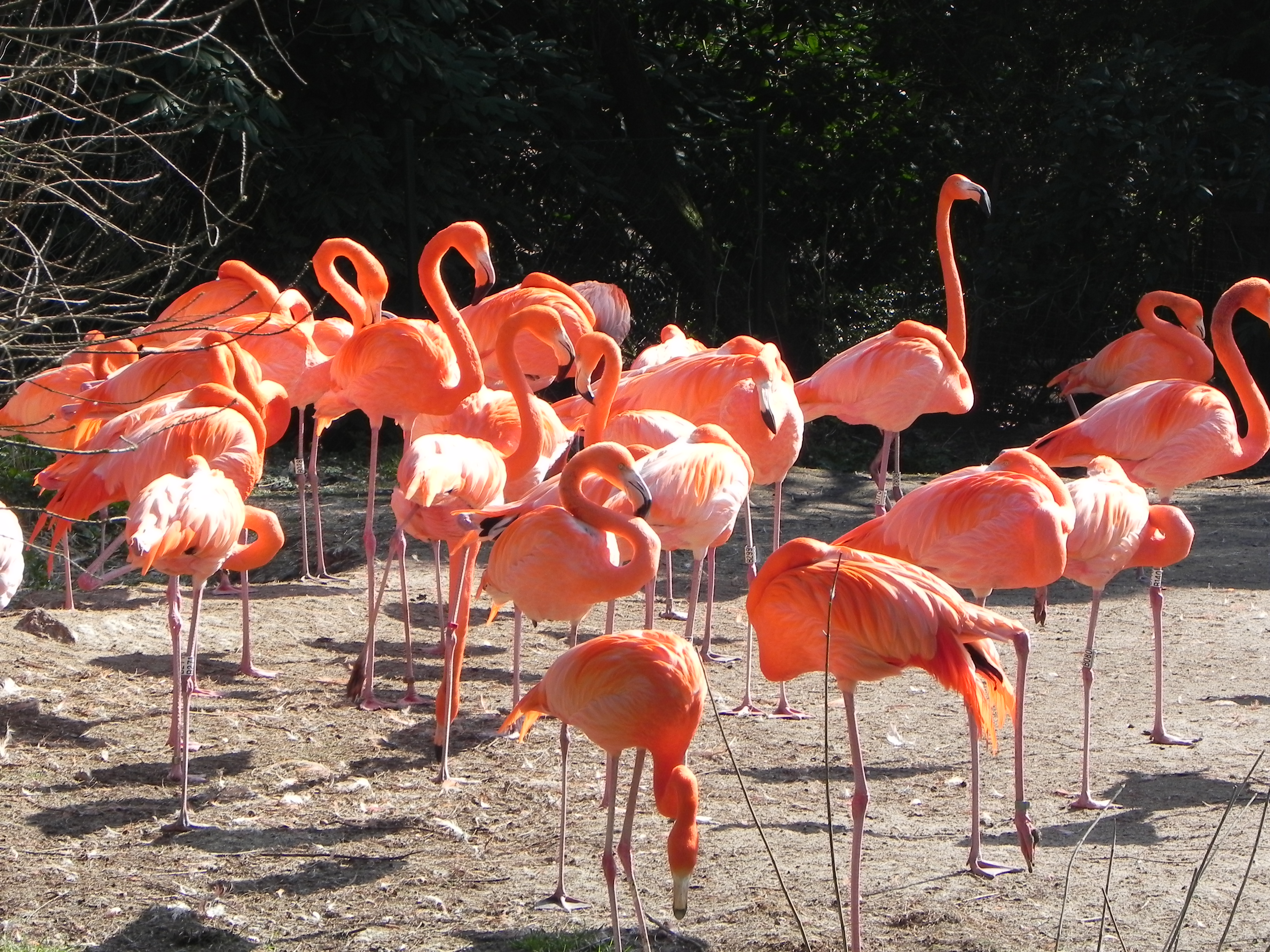
Фламинго